# Franz Innerhofer (Schriftsteller)
Franz Innerhofer (* 2. Mai 1944 in Krimml, Land Salzburg; † um den 19. Jänner 2002 in Graz, Steiermark) war ein österreichischer Schriftsteller.

## Biografie

### Herkunft
Franz Innerhofer stammt aus dem Pinzgau, einem Gebirgsbezirk im oberen Salzachtal. Die Sozialgeschichte dieser Gegend war im 20. Jahrhundert von der Krise der Landwirtschaft im österreichischen Gebirge ab 1900 geprägt, als die Agrareinfuhren aus Übersee zahllose Kleinbauern dazu zwangen, ihre Höfe an Großbauern zu verkaufen. Im Zuge dieser Entwicklungen entstand ein ländliches Subproletariat, das aus besitz- und rechtlosen Dienstboten und Tagelöhnern bestand. Innerhofers Umfeld war von arbeitsamer Rücksichtslosigkeit und menschlicher Verrohung in allen Lebensbereichen geprägt. Da die Landwirtschaft im Pinzgau aufgrund der widrigen landschaftlichen Bedingungen nur von Männern betrieben werden konnte, hatten auch beide Weltkriege die Region besonders hart betroffen. Zudem war Innerhofer ein uneheliches Kind, was ihn im katholischen Salzburger Land zum Außenseiter machte.

### Leben
Innerhofer war als Kind und Jugendlicher elf Jahre Knecht auf dem Bauernhof des Vaters in Uttendorf. Anschließend absolvierte er eine Schmiedelehre. Ab 1966 besuchte er ein Gymnasium für Berufstätige. Dann studierte er einige Semester Germanistik und Anglistik an der Universität Salzburg.
Ab 1973 war er freier Schriftsteller. Ab 1975 lebte Innerhofer in Orvieto (Italien) und in Arni bei Zürich. Sein erster autobiografischer Roman Schöne Tage (1974), in dem er seine harte Kindheit beschreibt, machte Innerhofer schlagartig bekannt. Der Roman fand weite Verbreitung und wurde 1982 von Fritz Lehner verfilmt. Ab 1980 führte Innerhofer eine kleine Buchhandlung in Graz.
2002 nahm sich Innerhofer das Leben; er wurde am 22. Jänner tot in seiner Wohnung aufgefunden. „Zugrundegegangen ist Franz Innerhofer, [...] jetzt nach Jahren bitterer Armut und Vereinsamung [...], nicht allein an den Wunden, die ihm in seiner Kindheit auf dem rohen Land geschlagen wurden“, schrieb Karl-Markus Gauß in der Süddeutschen Zeitung, „sondern auch an jener kalten Gleichgültigkeit, auf die er in der urbanen Welt der ‚Großen Wörter‘ gestoßen war.“ Sein Grab befindet sich auf dem Steinfeldfriedhof in Graz.

## Literarisches Schaffen
Innerhofer orientierte sein Werk mit großer Kompromisslosigkeit an der Realität seines eigenen Lebens. Die Abfolge seiner Texte bis 1980 steht für seinen Kampf um geistige Unabhängigkeit und ein Leben ohne Angst und Zwang.
Als der literarische Realismus, zumal der der Arbeitswelt, Anfang der achtziger Jahre aus der Mode kam und die politische Linke an Einfluss verlor, geriet Innerhofer ins Abseits der literarischen Öffentlichkeit.
1993 versuchte er ein Comeback. Sein Werk Um die Wette leben wurde vom Literaturkritiker Martin Lüdke und weiteren Kritikern, insbesondere von Sigrid Löffler in Österreich negativ beurteilt. Der Text handelt von einem Leben jenseits jeder sozialen Anpassung und sperrt sich auch formal gegen literarische Einordnungen. Aus dem harten Realismus der frühen Jahre war ein brütender, stellenweise an Thomas Bernhard erinnernder Sprachstil geworden, der eine erschreckend tiefe, fast mystizistische existenzielle Unsicherheit spüren lässt.
Trotz Alkoholproblemen schrieb Innerhofer bis zuletzt. Sein letzter Text, Das rechte Murufer, das im Grazer Rotlichtmilieu angesiedelt ist, wurde noch nicht veröffentlicht; er ist von einem apathischen Wortwitz geprägt, der auf merkwürdige Art sowohl unversöhnlich als auch resignativ wirkt.
In Nachrufen wurde er als „schwierige Persönlichkeit und tragische Existenz“, als auch „künstlerischer Impulsgeber“ bezeichnet.

## Auszeichnungen
- 1973: Österreichisches Staatsstipendium für Literatur[4]
- 1974: Sandoz-Preis für Literatur
- 1975: Rauriser Literaturpreis[4]
- 1975: Literaturpreis der Stadt Bremen[4]
- 1993: Literaturpreis des Landes Steiermark 1993[4]
- 1993: Literaturpreis der Salzburger Wirtschaft 1993[4]

## Werke
- Schöne Tage. 1974. Unter demselben Titel 1981 verfilmt
- Schattseite, 1975.
- Die großen Wörter. 1977.
- Innenansichten eines beginnenden Arbeitstages. 1976.
- Orvieto (Hörspiel) – Innerhofer porträtiert sich selbst als „Heinz Dürr“, 1979.
- Der Emporkömmling. 1982.
- Out of Arnfels. 1983.
- Orvieto. Drama. Mit Marisa Mell 1990 uraufgeführt.
- Scheibtruhe. Drama. 1992.
- Um die Wette leben. 1993.
- Der Flickschuster. postum, 2004.